# 滨海比尼克埃塔布勒
滨海比尼克埃塔布勒（法語：Binic-Étables-sur-Mer，法語發音：[binik etabl syʁ mɛʁ]）是法国阿摩尔滨海省的一个市镇，位于该省中北部，靠近大西洋，属于圣布里厄区。

## 历史
滨海比尼克埃塔布勒成立于2016年3月1日，由滨海埃塔布勒（Étables-sur-Mer）和比尼克（Binic）两个市镇合并而成，其中滨海埃塔布勒为政府驻地。

## 地理
滨海比尼克埃塔布勒（48°37'38"N, 2°50'2"W）面积15.34 平方千米，位于法国布列塔尼大區阿摩尔滨海省，该省份为法国西北部沿海省份，位于布列塔尼半岛北部，北濒大西洋英吉利海峡，西接菲尼斯泰尔省，南至莫尔比昂省，东临伊勒-维莱讷省。
与滨海比尼克埃塔布勒接壤的市镇（或旧市镇、城区）包括：圣凯波特里约、普卢朗、朗蒂克、波尔迪克。
滨海比尼克埃塔布勒的时区为UTC+01:00、UTC+02:00（夏令时）。

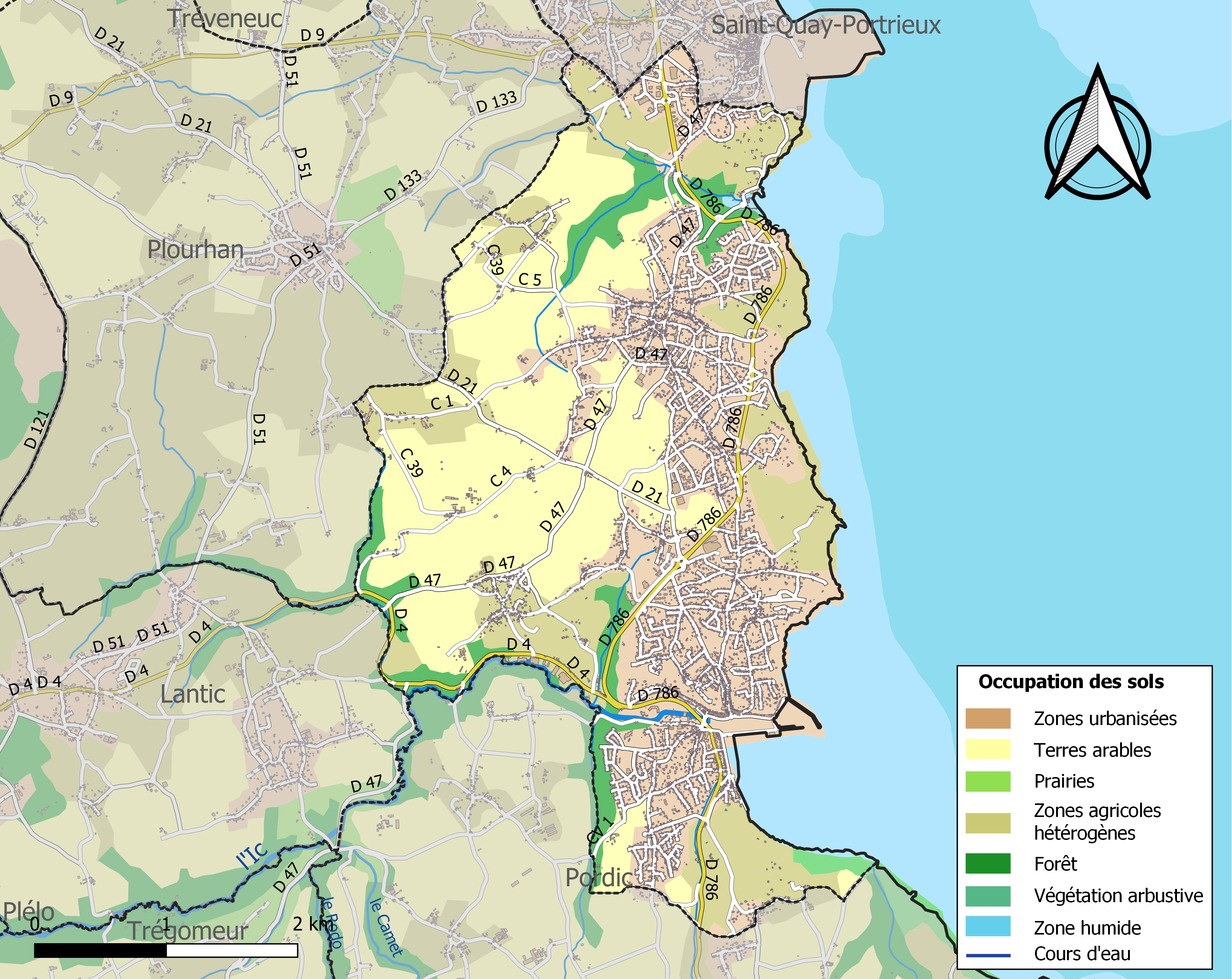
滨海比尼克埃塔布勒的OSM定位图

## 行政
滨海比尼克埃塔布勒的邮政编码为22520、22680，INSEE市镇编码为22055。

## 政治
滨海比尼克埃塔布勒所属的省级选区为普卢阿县。

## 人口
滨海比尼克埃塔布勒于2022年1月1日时的人口数量为7020人。